# Verneiges
Verneiges este o comună în departamentul Creuse din centrul Franței. În 2009 avea o populație de 100 de locuitori.

## Evoluția populației
| An        | 1975 | 1982 | 1990 | 1999 | 2006 | 2009 |
| --------- | ---- | ---- | ---- | ---- | ---- | ---- |
| Populație | 120  | 95   | 71   | 86   | 90   | 100  |